# Alexander Terhorst
Alexander Terhorst (* 1970 in Magdeburg) ist ein deutscher Schauspieler und Radiomoderator.
Er ist Radioredakteur und Sprecher bei den MDR-Sendern Jump und MDR-Aktuell. Als Schauspieler ist er hauptsächlich beim freien Theater Apron, Theater Varomodi und bei der Improvisationsgruppe Kaltstart tätig. Terhorst arbeitete unter anderem mit und unter Peter Sodann, Anna Siegmund-Schultze sowie Volker Dietzel. Mit Martin Kreusch und Jan Felix Frenkel entwickelte er das improvisierte Theaterformat 240warm.
Terhorst ist seit 2009 in unterschiedlichen Sommertheaterproduktionen des Harzer Bergtheaters zu sehen.
Alexander Terhorst ist der Sohn des Schauspielers Gisbert-Peter Terhorst.

## Filmografie (Auswahl)
- 1991: Jugend ohne Gott (Fernsehfilm, DFF)